# Montia fontana
El regajo, boruja, maruja, moruja, coruja, pamplina o  marusa
(Montia fontana) es una planta de la familia de las montiáceas.

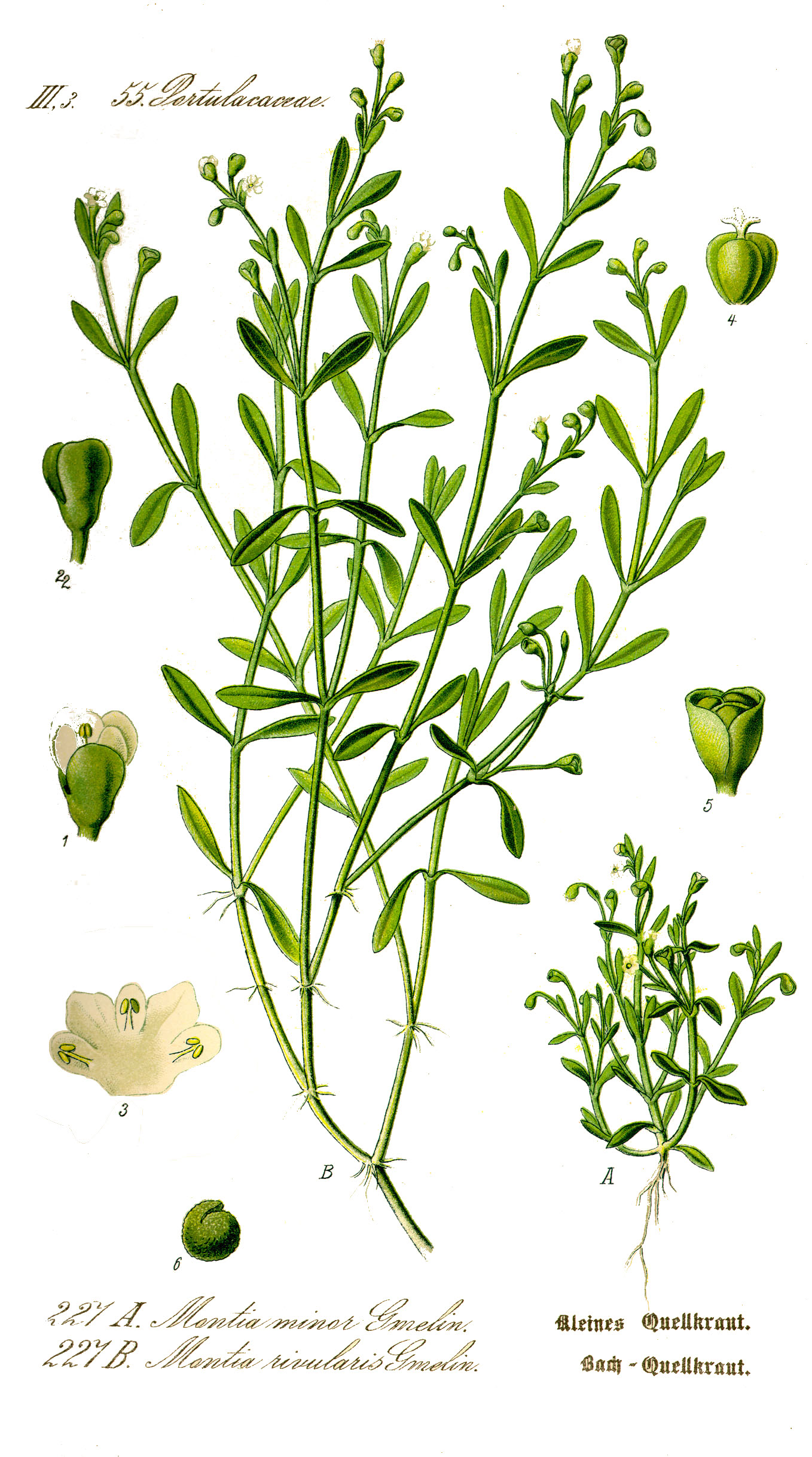
Ilustración

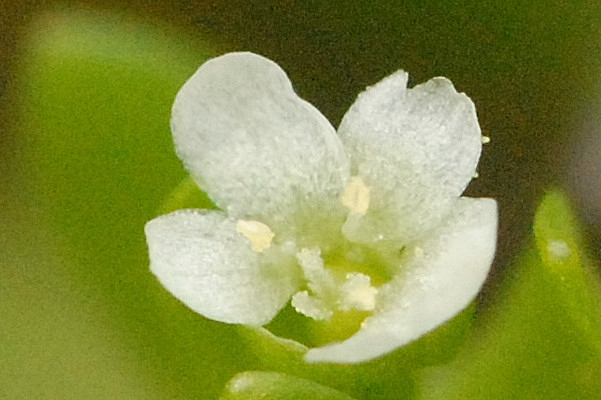
Flor

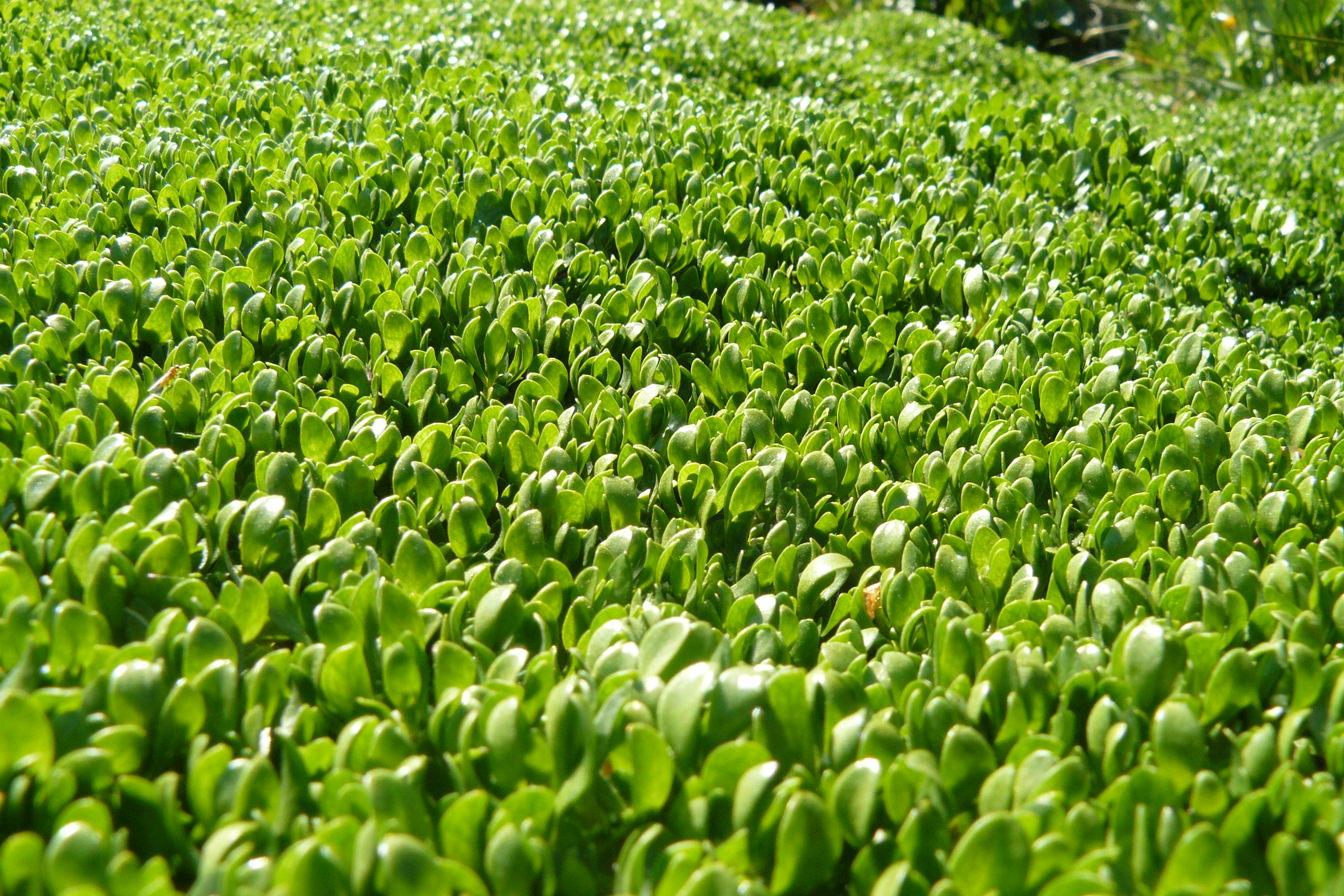
Formando colonia

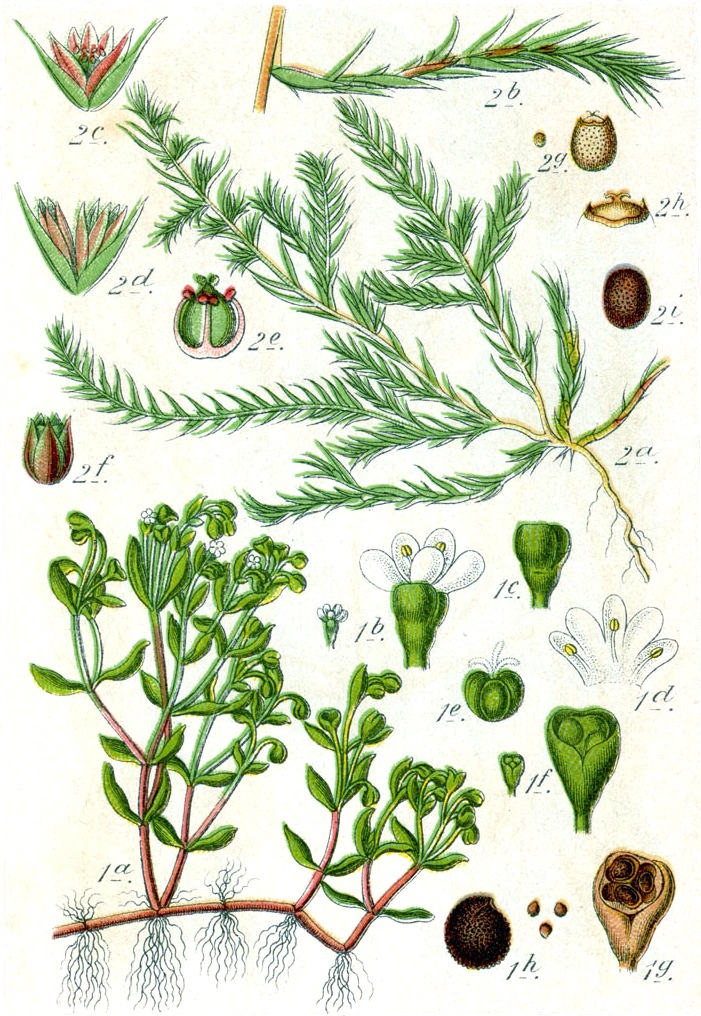
Ilustración

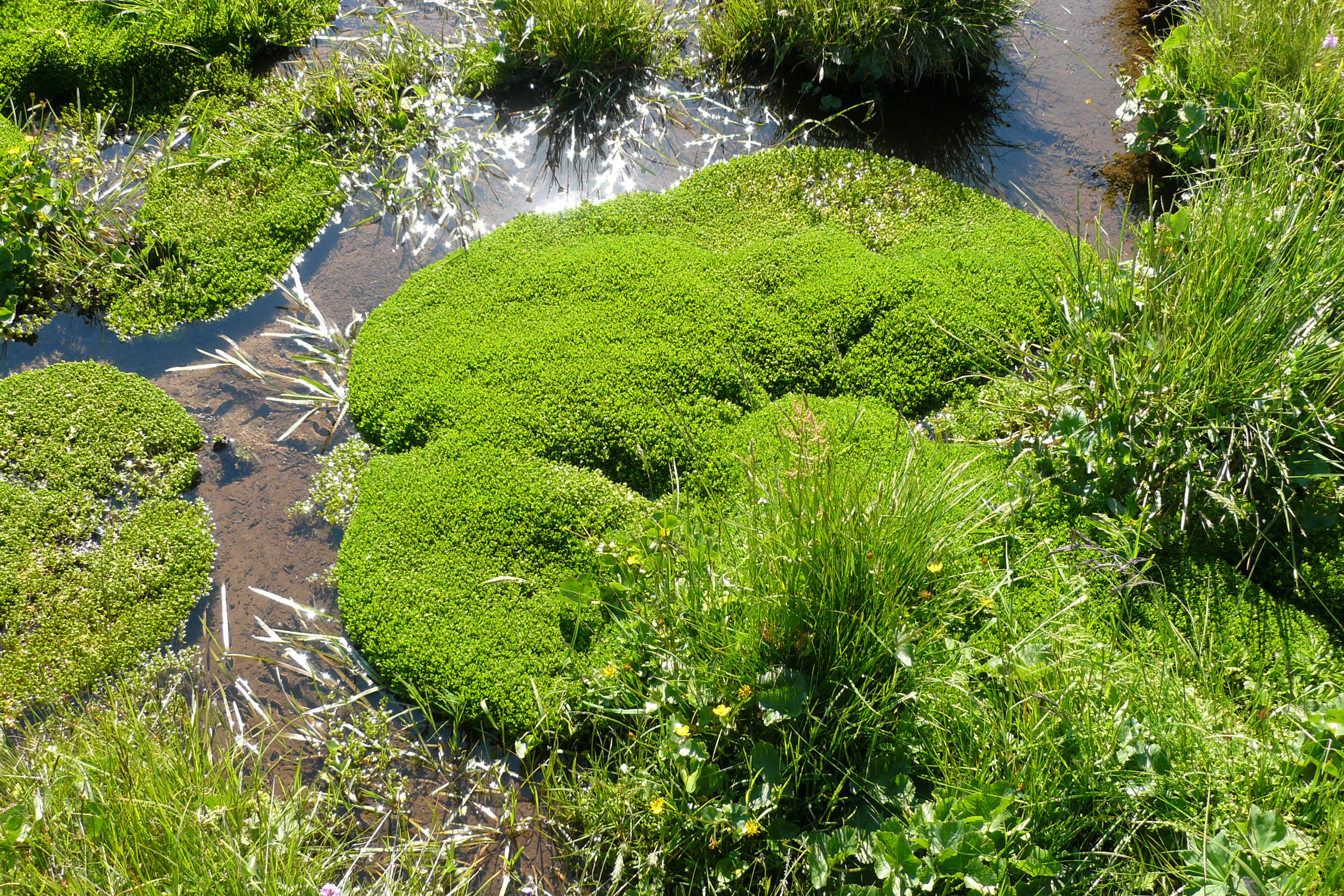
En su hábitat

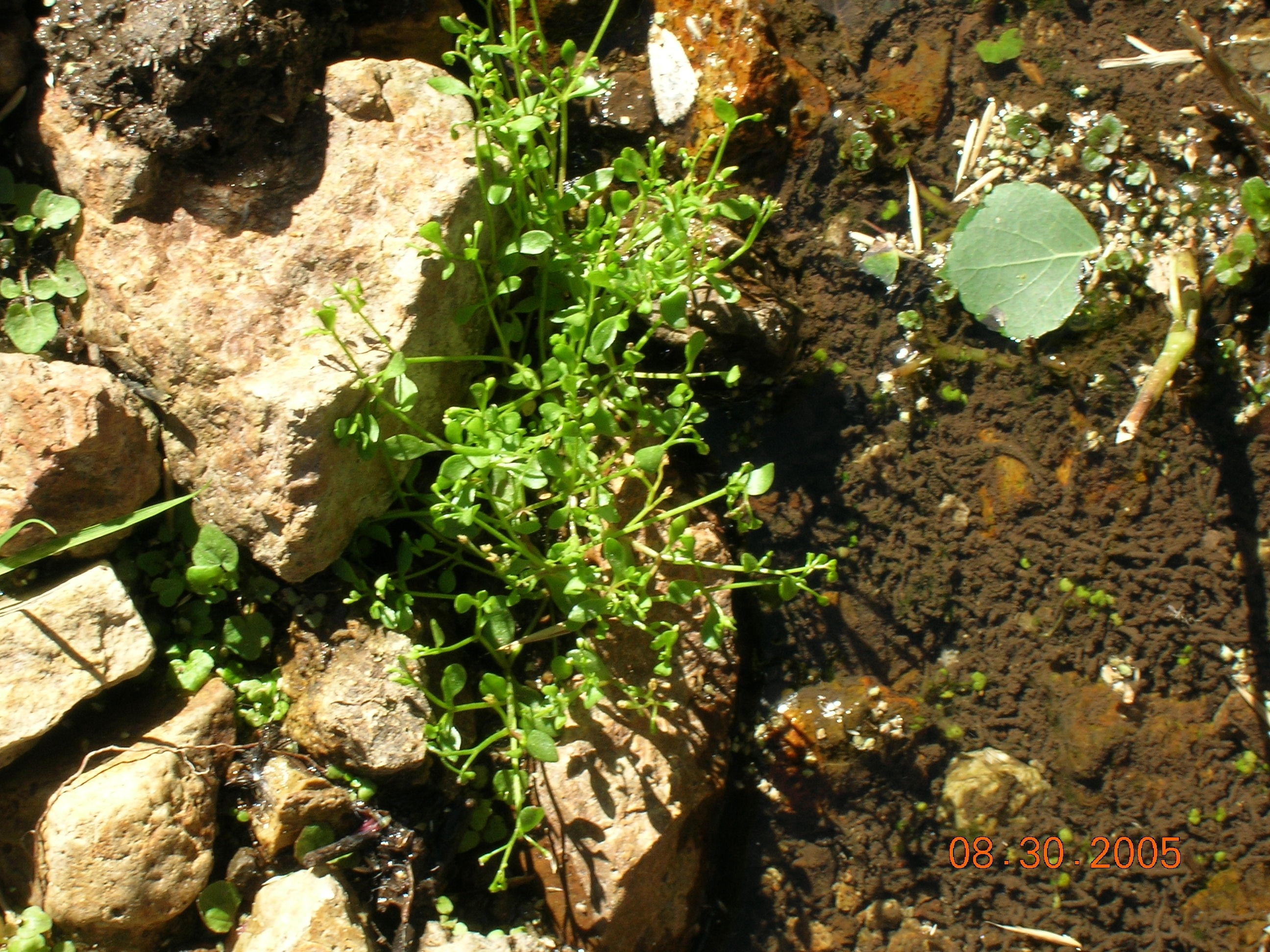
Vista de la planta

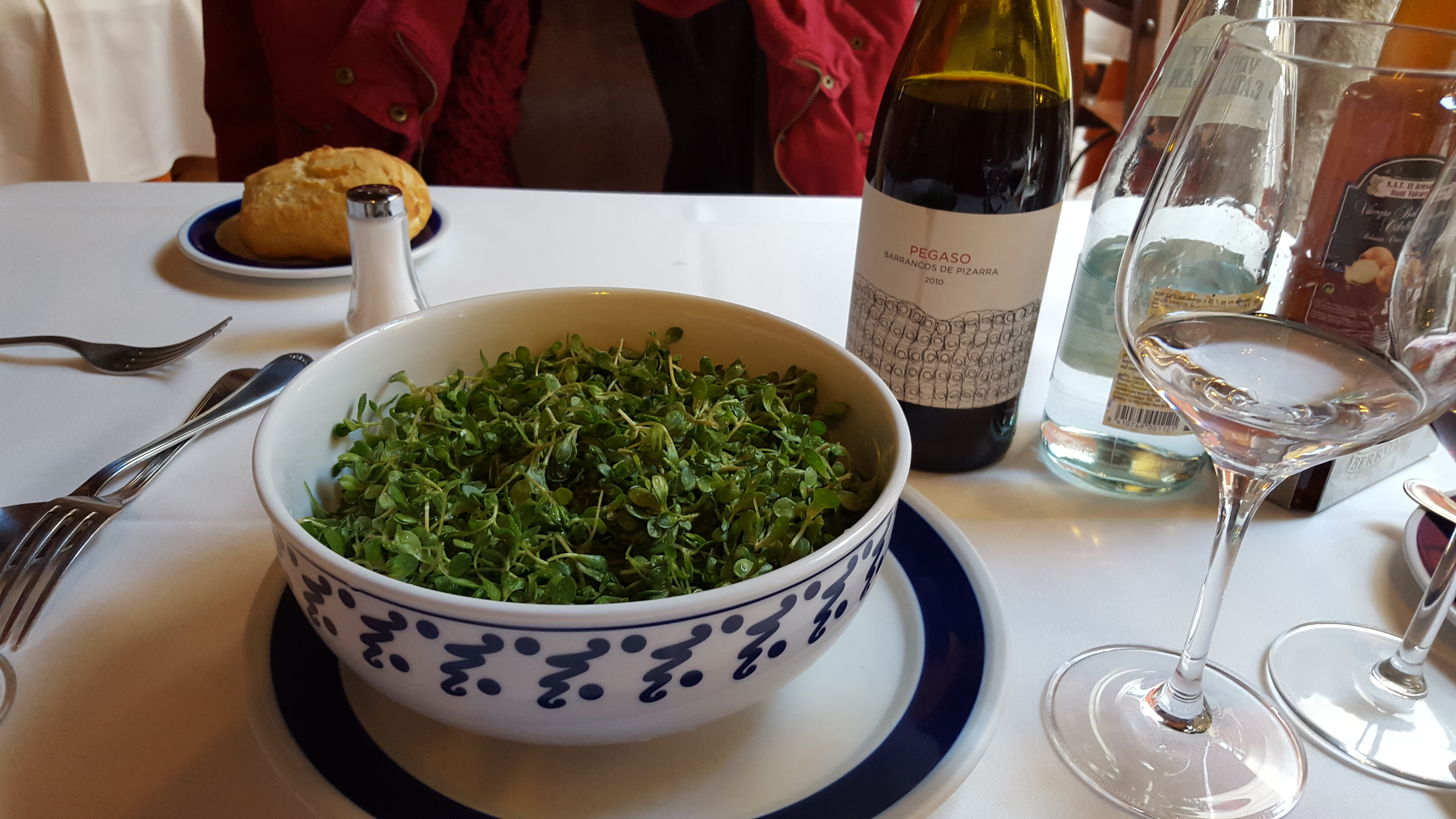
En ensalada

## Características
Anual o perenne, extensa, con un crecimiento cespitoso en tierra y tallos de ramas débiles en el agua.  Tallos de 5-40(-50) cm, ramificados en la parte inferior, con ramas muy frágiles. Hojas glabras estrechamente acucharadas, de hasta 2 cm, opuestas, simples, enteras, uninerviadas, oblongo-espatuladas o linear-espatuladas, con margen hialino de 3-20 x 1,5-6,5 mm. Flores blancas, diminutas, con 5 pétalos extendidos en las axilas de las hojas y terminal, hermafroditas, dispuestas en cimas terminales o laterales, paucifloras; 3 sépalos orbiculares, persistentes, de hasta 1 mm de longitud. Fruto en cápsula globosa que se abre en 3 valvas. Semillas brillantes con tubérculos agudos o subagudos. Florece en primavera y verano.

## Hábitat
Terrenos húmedos, lodo, en agua, a pleno sol, fuera del dosel forestal, en fuentes, regatos y arroyos de aguas limpias, poco profundas y de flujo lento. Los inviernos y primaveras lluviosos favorecen el desarrollo de "alfombras" de borujas, mientras que apenas se la encuentra en período de sequía.  Vive en aguas finas, pobres en calcio.

## Distribución
Toda Europa excepto Albania y Turquía. En Norteamérica en México,  Canadá,  USA. En América central, Suramérica, África y Asia.

## Usos
En algunas zonas de España se consumía tradicionalmente como ensalada. La boruja (Montia fontana) es una portulacácea asociada a comunidades fontinales muy común en fuentes de prados de montaña de la provincia de Ávila en España. En el alto Gredos crece también Montia fontana subsp. chondrosperma, que se distingue por sus semillas mates cuya superficie muestra tubérculos obtusos. Se recolecta para su consumo en ensalada. Ocasionalmente, se comercializa en fruterías en temporada y se incluye en la carta de algunos restaurantes, sobre todo en el medio rural. Pueden recolectarse a partir del otoño, pero con un período óptimo sobre el mes de abril en el inicio de la primavera. El inicio del calor es el momento en el que deja de recolectarse la planta. Se asocia el declive de la planta al canto del cuco y se dice que la boruja se acuca o la "ha cantado el cuco". La aparición de la flor es el rasgo que indica el declive. Con flor "amarga", "está dura" o "duele la tripa".
Como otras plantas acuáticas comestibles puede tener metacercarias de fasciola hepática firmemente adheridas a su superficie. Los humanos y los mamíferos herbívoros que comen plantas acuáticas que lleven esta forma microscópica del parásito, desarrollan una grave enfermedad del hígado.

## Taxonomía
Portulaca fontana fue descrita por Carlos Linneo y publicado en Species Plantarum 1: 87–88. 1753.
Etimología
Montia: nombre genérico otorgado en honor de Giuseppe Monti, 1682-1760, botánico italiano.
fontana: epíteto latíno que significa "de manantial".
Citología
Número de cromosomas de Montia fontana (Fam. Portulacaceae) y táxones infraespecíficos: 2n=20
Sinónimos
| - Calandrinia cerrateae Añon - Calandrinia pusilla Barnéoud - Cameraria fontana Moench - Claytonia fontana (L.) R.J.Davis - Claytonia hallii A.Gray - Claytonia pusilla (Barnéoud) Kuntze - Laterifissum minus Dulac - Laterifissum rivulare Dulac - Leptrina autumnalis Raf. - Montia alsine-facie Gilib. - Montia arvensis Wallr. - Montia chaberti Gand. - Montia clara Ö. Nilsson - Montia decumbens St.-Lag. - Montia dipetala Suksd. - Montia erecta Steud. - Montia funstonii Rydb. - Montia hallii (A. Gray) Greene - Montia lamprosperma Cham. - Montia linearifolia d'Urv. - Montia major Steud. - Montia pentandra Willd. ex Cham. - Montia rivularis f. aquatica Glück - Montia rivularis f. terrestris Glück - Montia stenophylla Rydb. - Montia tenella Steud. - Montia terrestris Dumort. subsp. amporitana Sennen - Montia limosa Decker - Montia lusitanica Samp. - Montia rivularis C.C.Gmel. subsp. chondrosperma (Fenzl) Walters - Montia fontana var. chondrosperma Fenzl - Montia minor C.C.Gmel. - Montia verna Neck. subsp. variabilis Walters - Montia fontana var. variabilis (Walters) Kozhevn. |

## Nombres comunes
- Castellano: berujas, birujas, borujas, coca valenciana, comio, coruja, corujas, corujos, ensalada de sapo, hierba de manantial, mariquita, maruja, meruja, merujas, pamplina, pamplina de agua, pamplinas, perifollas, perifollo, perifollos, perifuelles, pomplina, regajos, virujas, amapelos. En algunos pueblos del norte de Cáceres es conocida como morujillo.[17]